# Лемешівська сільська рада (Горохівський район)
Леме́шівська сільська́ ра́да — адміністративно-територіальна одиниця та орган місцевого самоврядування в Горохівському районі Волинської області. Адміністративний центр — село Лемешів.

## Загальні відомості
Лемешівська сільська рада утворена в 1994 році.
- Територія ради: 16,21 км²
- Населення ради: 753 особи (станом на 2001 рік). Кількість дворів — 206.
- Територією ради протікає річка Луга.

## Населені пункти
Сільраді підпорядковані населені пункти:
- с. Лемешів
- с. Козятин

## Населення
За переписом населення України 2001 року в сільській раді мешкало 747 осіб.

### Мова
Розподіл населення за рідною мовою за даними перепису 2001 року:
| Мова       | Відсоток |
| ---------- | -------- |
| українська | 99,60 %  |
| російська  | 0,27 %   |
| білоруська | 0,13 %   |

## Господарська діяльність
В Лемешівській сільській раді працює 1 школи: неповна середня, будинок культури, 2 медичні заклади, 1 відділення зв'язку, 2 АТС на 44 номери, 8 торговельних закладів.
По території сільської ради проходять О030207, О030223.

## Склад ради
Рада складається з 12 депутатів та голови.
- Голова ради: Каменюк Володимир Ігорович
- Секретар ради:

### Керівний склад попередніх скликань
| Прізвище, ім'я, по батькові  | Основні відомості                                                 | Дата обрання | Дата звільнення |
| ---------------------------- | ----------------------------------------------------------------- | ------------ | --------------- |
| Голодюк Віктор Васильович    | Сільський голова, 1959 року народження, член Народної партії      | 26.03.2006   | 31.10.2010      |
| Барський Євгеній Миколайович | Сільський голова, 1960 року народження, освіта вища, безпартійний | 31.10.2010   | 25.10.2015      |
| Каменюк Володимир Ігорович   | Сільський голова, 1978 року народження, освіта вища, безпартійний | 25.10.2015   |                 |

Примітка: таблиця складена за даними сайту Верховної Ради України та ЦВК

### Депутати VII скликання
За результатами місцевих виборів 2015 року депутатами ради стали:

#### За суб'єктами висування
| Суб'єкт висування             | Кількість обраних депутатів | %     |
| ----------------------------- | --------------------------- | ----- |
| Самовисування                 | 10                          | 83.33 |
| Радикальна партія Олега Ляшка | 2                           | 16.67 |

#### За округами
| № округу | Прізвище, ім'я, по батькові    | Ким висунуто                  | Дата нар.  | Освіта              | Партійна приналежність | Відомості                                  |
| -------- | ------------------------------ | ----------------------------- | ---------- | ------------------- | ---------------------- | ------------------------------------------ |
| 1        | Степанюк Олександр Вікторович  | Самовисування                 | 18.01.1980 | професійно-технічна | безпартійний           | ФГ «Луга», тракторист                      |
| 2        | Сулімовський Олег Павлович     | Самовисування                 | 01.08.1970 | професійно-технічна | безпартійний           | ФГ «СОПАГРО», голова                       |
| 3        | Послєднік Олена Олександрівна  | Самовисування                 | 05.02.1990 | вища                | безпартійна            | ЗОШ І-ІІ ст. с. Лемешів, вчитель           |
| 4        | Сулімовський Петро Павлович    | Самовисування                 | 24.10.1963 | професійно-технічна | безпартійний           | Магазин, підприємець                       |
| 5        | Бишук Василь Васильович        | Самовисування                 | 02.01.1968 | професійно-технічна | безпартійний           | ЗОШ І-ІІ ст. с. Лемешів, оператор котельні |
| 6        | Поліщук Іван Павлович          | Радикальна партія Олега Ляшка | 06.02.1968 | вища                | безпартійний           | Не працює                                  |
| 7        | Козинець Оксана Дмитрівна      | Самовисування                 | 06.12.1971 | професійно-технічна | безпартійна            | ВПЗ с. Лемешів, листоноша                  |
| 8        | Криворучко Сергій Павлович     | Радикальна партія Олега Ляшка | 28.11.1967 | вища                | безпартійний           | Не працює                                  |
| 9        | Ящук Валентин Нестерович       | Самовисування                 | 15.06.1967 | професійно-технічна | безпартійний           | ФГ «Ящук В. Н.», голова                    |
| 10       | Матерецький Михайло Сергійович | Самовисування                 | 11.10.1965 | професійно-технічна | безпартійний           | Не працює                                  |
| 11       | Шостак Оксана Анатоліївна      | Самовисування                 | 14.08.1973 | вища                | безпартійна            | Лемешівська сільська рада, секретар        |
| 12       | Конон Орися Анатоліївна        | Самовисування                 | 08.06.1978 | професійно-технічна | безпартійна            | Не працює                                  |